# Gadella maraldi
La gadela común es la especie Gadella maraldi, un pez de la familia de los móridos, distribuido por gran parte del Mediterráneo, islas Azores, islas Canarias y la costa este del océano Atlántico desde Portugal hacia abajo, no está claro hasta donde llegan por la costa africana hacia el sur. Especie de escasa importancia pesquera.

## Anatomía
La longitud máxima descrita es de unos 30 cm, con un color del cuerpo generalmente oscuro con la cavidad oral de color más claro; no presenta espinas duras en ninguna de sus aletas, extendiéndose las pectorales hacia atrás más allá del origen de la aleta anal.

## Hábitat y biología
Es una especie bentopelágica marina, que suele vivir entre 150 y 700 metros de profundidad, más profundo incluso en el este del mar Jónico. Se le encuentra sobre todo en la parte superior del talud continental, sobre fondos duros.
Posiblemente desove durante la primavera, siendo las larvas pelágicas.